# Bävertjärnen, Ångermanland
Bävertjärnen är en sjö i Nordmalings kommun i Ångermanland och ingår i Leduåns huvudavrinningsområde.